# Adesmia viscidissima
Adesmia viscidissima es una especie de planta floral del género Adesmia, tribu Dalbergieae, subfamilia, Faboideae.

## Distribución
Especie nativa de Chile. Crece en el bosque subtropical.

## Taxonomía
Fue descrita por I.M.Johnst. y publicada en Contr. Gray Herb. 85: 55 (1929).
Etimología
Adesmia: del griego a- (sin) y desme (envoltorio), en referencia a los estambres libres.